# Diospyros martinii
Diospyros martinii là một loài thực vật có hoa trong họ Thị. Loài này được Benoist mô tả khoa học đầu tiên năm 1933.